# إيالة الأحساء
إيالة الأحساء (بالعثمانية:ايالت لحسا) هي إيالة وجزء من الدولة العثمانية. وهي حاليًا جزء من الكويت وقطر والسعودية. وكانت القطيف هي المدينة الرئيسة في الإيالة.
سيطرت القوات العثمانية على المنطقة في منتصف القرن 16 وحكموها بدرجات متفاوته مدة 130 سنة.